# Leonardo Rossi (calciatore)
Leonardo Rossi (Atina, 15 gennaio 1960) è un allenatore di calcio ed ex calciatore italiano, di ruolo centrocampista.

## Biografia
Terminata la carriera calcistica, si stabilisce definitivamente con la famiglia a Ferrara.
Nell'estate 2011 viene coinvolto nello scandalo calcioscommesse, in relazione alla partita Alessandria-Ravenna, e viene condannato a un anno di squalifica per omessa denuncia.

## Caratteristiche tecniche

### Giocatore
Giocava come centrocampista, nel ruolo di mezzala o regista. In gioventù ha giocato anche come mediano davanti alla difesa.

## Carriera

### Giocatore
Esordisce sedicenne nel Cassino, nel campionato di Serie D 1975-1976. Passa poi alle giovanili del Bologna, con cui esordisce in Serie A il 7 gennaio 1979, nella sconfitta per 3-1 sul campo del Torino. Nella stagione successiva passa in prestito a novembre alla SPAL, in Serie B, con cui disputa 5 partite nel campionato concluso dagli estensi all'ottavo posto.
Nel 1980 scende in Serie C1, al Piacenza, dove viene impiegato come titolare fisso sia in campionato (29 presenze e 2 reti) che in Coppa Italia (10 presenze). Tornato al Bologna, passa al Livorno, sempre in terza serie, rimanendovi per un biennio. Gioca poi nello Jesi, con cui ottiene la promozione in Serie C1 nel 1984.
Dopo la retrocessione del 1985 lascia i marchigiani, e nelle stagioni successive rimane sempre in Serie C1, cambiando squadra ogni stagione. Milita nel Messina (promosso in Serie B), nel Fano, nel L.R. Vicenza, nel Trento, nel Catania e di nuovo nel Fano, dove è allenato da Francesco Guidolin. Nel 1991 segue il tecnico veneto al Ravenna, in Serie C2: con i romagnoli ottiene una doppia promozione, approdando in Serie B al termine del campionato 1992-1993. Inizialmente riconfermato tra i cadetti, disputa 7 partite di campionato prima di essere ceduto all'Empoli, in Serie C1; chiude la carriera nell'Imola, con cui ottiene la sua quinta promozione in carriera, dal Campionato Nazionale Dilettanti alla Serie C2, nel Russi, di nuovo nell'Imola, tutte nella massima serie dilettantistica, e infine nell'Argentana in Eccellenza.
Ha totalizzato una presenza in Serie A e 12 presenze in Serie B.

### Allenatore
Inizia ad allenare nelle categorie dilettantistiche in provincia di Ferrara, con Argentana, Massalombarda, Mirandolese e Reno Centese, in Serie D, con cui ottiene la salvezza nonostante una difficile situazione di classifica.
Nell'estate 2005 si affianca a Guidolin come allenatore in seconda al Genoa, e insieme a lui lascia i rossoblu in seguito alla sentenza della CAF che retrocede la squadra in Serie C1. Sfumata la possibilità di seguire Guidolin al Monaco, nel dicembre dello stesso anno passa al Fano, in Serie D, chiudendo il campionato al secondo posto. Nel 2006 viene ingaggiato dalla SPAL, in Serie C2, con cui raggiunge i play-off nel campionato di Serie C2 2006-2007 venendo battuto in semifinale dalla Paganese.
Allena poi Teramo, in Serie C2 (con cui ottiene una salvezza vanificata dal fallimento della società) e Giacomense, in Lega Pro Seconda Divisione. Ingaggiato dal Viareggio, porta la squadra alla salvezza nel campionato di Lega Pro Prima Divisione 2009-2010 dopo i play-out, ma a fine stagione non viene riconfermato.
Nell'estate 2010 viene assunto dall'Alessandria: l'esperienza con i grigi dura solamente tre giorni e si trasferisce in seguito al Ravenna, dove sostituisce Vincenzo Esposito. Conduce il club ad una tranquilla salvezza, tuttavia a causa di una penalizzazione di 7 punti per lo scandalo del calcioscommesse la squadra è costretta a giocarsi i play-out per restare in Prima Divisione. Nonostante la vittoria contro il Südtirol, nell'estate 2011 il club romagnolo viene escluso dai campionati professionistici.
Scontata la squalifica per le vicende giudiziarie, nel dicembre 2012 torna alla Giacomense sostituendo l'esonerato Fabio Gallo. Dopo il cambio di denominazione della squadra, da Giacomense a SPAL 2013, viene confermato sulla panchina estense, venendo esonerato nell'ottobre successivo. Nel giugno 2014 passa al Legnago, formazione veronese di Serie D, da cui viene esonerato nel dicembre successivo. Nel 2015 viene ingaggiato dal San Carlo, squadra di Sant'Agostino partecipante al campionato di Promozione Emilia-Romagna 2015-2016. Nel 2021 è al S.Felice, in Eccellenza, nel 2022 torna dopo vent'anni all'Argentana e nel 2023 torna a Ferrara alla guida dell'Accademia SPAL femminile, nel campionato di Serie C.

## Palmarès

### Giocatore
- Campionato italiano Serie C1: 2

Messina: 1985-1986
Ravenna: 1992-1993
- Campionato italiano Serie C2: 2

Jesi: 1983-1984
Ravenna: 1991-1992